# Литовка, Олег Петрович
Оле́г Петро́вич Литовка (3 мая 1938, Ленинград — 2 апреля 2007, Санкт-Петербург) — экономико-географ, экономист, доктор географических наук (1978), профессор (1979). Известен в первую очередь как специалист в области экономической географии. Основоположник теоретических основ экологической организации поселений и регионов.

## Заслуги
Заслуженный деятель науки Российской Федерации. Действительный член Российской экологической академии, Международной академии информатизации, Международной академии наук экологии, безопасности человека и природы (МАНЭБ), Национальной академии ювенологии, Российской международной академии туризма. Член президиума Вольного экономического общества России.
Председатель Отделения экономической и социальной географии Географического общества СССР (с 1980).
Был главным редактором научного журнала «Региональная экология», членом редколлегии журналa «Региональная экономика», «Гуманитарные науки», «Регион».
Входил в члены диссертационных советов по докторским диссертациям в Институте проблем региональной экономики РАН и Санкт-Петербургском государственном университете экономики и финансов. Был заместителем председателя Северо-Западной секции содействия развитию экономической науки Отделения общественных наук РАН.

## Биография
В 1958—1963 годах — обучение на географическом факультете ЛГУ. В 1963—1967 годах — обучение в аспирантуре (заочно), защита кандидатской диссертации.
В 1963—1970 годах — работа инженером, старшим инженером, руководителем группы, главным инженером проекта в Государственном институте проектирования городов (ГИПРОГОР) ныне Институт урбанистики.
В 1967—1970 годах — работа (по совместительству) преподавателем на географическом факультете Ленинградского государственного университета.
1970—1980 годы — доцент, профессор Ленинградского финансово-экономического института, ныне Санкт-Петербургский государственный университет экономики и финансов.
1978 год — доктор наук.
1980—1992 годы — заведующий сектора, заведующий отделом в Институте социально-экономических проблем АН СССР (ныне Институт проблем региональной экономики Российской Академии наук).
1989—1997 годы — читал спецкурсы в Свободном университете Берлина (ФРГ).
1992—1997 годы — заместитель директора по научной работе (ИРЭ РАН). В 1997—2007 годах. — директор института (ИРЭ РАН).
С 2000 по 2007 год — заведующий кафедрой стратегического планирования и прогнозирования Санкт-Петербургского государственного университета экономики и финансов (при ИПРЭ РАН).
Дочь — Литовка Лариса Олеговна, кандидат географических наук, доцент кафедры экономической и социальной географии СПбГУ.

## Вклад в науку
О. П. Литовка был автором и соавтором более чем пятисот научных работ, из них: тридцать коллективных монографий, пять авторских монографий, более двадцати учебных пособий и целого ряда научных брошюр, препринтов, статей, представленных в солидных научных трудах, журналах как в пределах России, так и за рубежом.
Под его научным руководством успешно защитили кандидатские диссертации более 20 человек. Специалист в области охраны и рационального использования природных ресурсов, экологизации региональной экономики.
Основной вклад был сделан в развитие фундаментальных и прикладных исследований, связанных с пространственной организацией общества, а также в заложение теоретико-методологических основ региональной экологии.
Результаты теоретических и методологических исследований О. П. Литовки эффективно используются на практике, в том числе и при разработке таких качественно новых проектов, как Стратегический план развития Санкт-Петербурга.
Основоположник теоретических основ экологической организации поселений и регионов.

### Список научных трудов
Автор более 470 публикаций.
- Проблемы пространственного развития урбанизации. Л., 1976.
- О современной урбанизации и целесообразных размерах советских городов. Отдельный оттиск из `Известий Всесоюзного Географического общества. Л.: Наука, 1979.
- Социально-экономические проблемы развития народов Крайнего Севера. Л., 1982.
- Экономическая и социальная география. Проблемы и перспективы. Л. Академия наук СССР 1984.
- Научно-технический прогресс и проблемы расселения. М., Знание, 1987.
- Наука и искусство географии: спектр взглядов ученых СССР и США, 1989.
- Природно-ресурсный потенциал региональных социально-экономических комплексов. Л., Наука, 1991.
- Анализ депопуляционных процессов Северо-Запада России. С.-Пб., ИСЭП РАН, 1995.
- Прогнозирование социально-экономического развития регионов, 2000.
- Глобализм и регионализм — тенденция мирового развития и фактор социально-экономического развития России, 2001.
- Территориальная организация общества: вопросы теории и практики, 2003.